# Njombe Mjini
Njombe Mjini, även Njombe, är en ort som är belägen i Iringa-regionen i sydöstra Tanzania. Den är administrativ huvudort för distriktet Njombe. Vid 2002 års folkräkning uppgick folkmängden till 34 630 invånare i centralorten.